# NGC 78

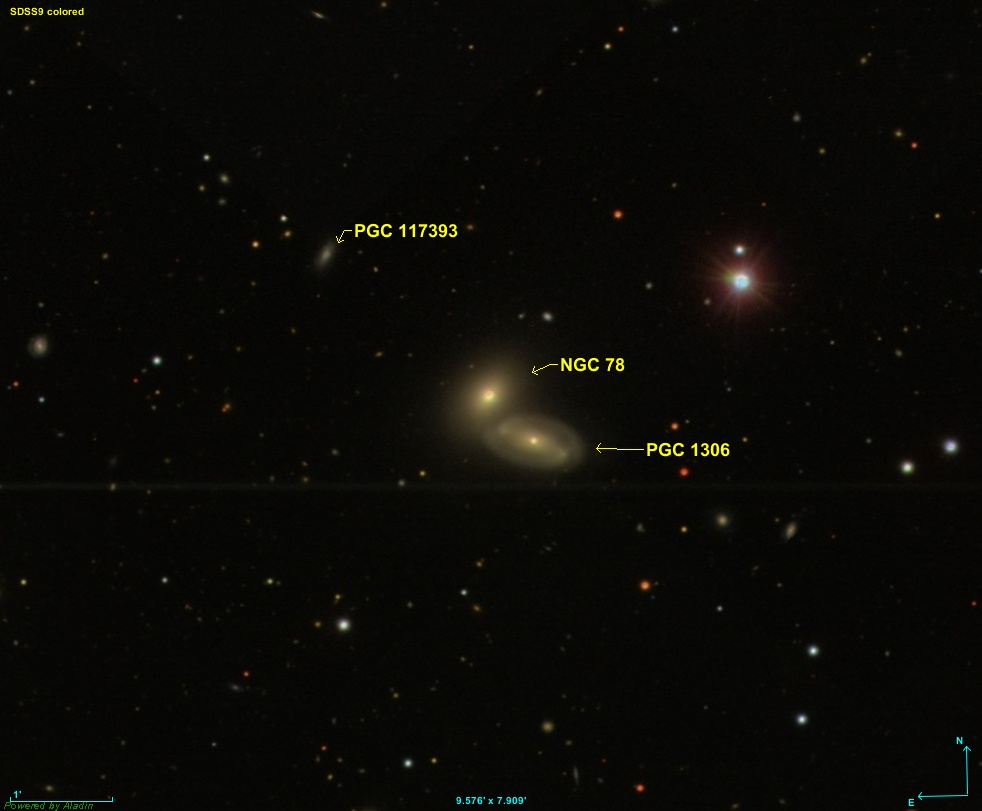
NGC 78

NGC 78是雙魚座的一個漩渦星系。星等為13.3，赤經為20分25.8秒，赤緯為0°49'35"。在1879年首次被卡爾·弗雷德里克·皮屈勒（Carl Frederick Pechüle）發現。